# Neoramia
Neoramia es un género de arañas araneomorfas pertenecientes a la familia Agelenidae. Se encuentra en Nueva Zelanda.

## Especies
Según The World Spider Catalog 12.0:
- Neoramia allanae Forster & Wilton, 1973
- Neoramia alta Forster & Wilton, 1973
- Neoramia charybdis (Hogg, 1910)
- Neoramia childi Forster & Wilton, 1973
- Neoramia crucifera (Hogg, 1909)
- Neoramia finschi (L. Koch, 1872)
- Neoramia fiordensis Forster & Wilton, 1973
- Neoramia hoggi (Forster, 1964)
- Neoramia hokina Forster & Wilton, 1973
- Neoramia janus (Bryant, 1935)
- Neoramia koha Forster & Wilton, 1973
- Neoramia komata Forster & Wilton, 1973
- Neoramia mamoea Forster & Wilton, 1973
- Neoramia marama Forster & Wilton, 1973
- Neoramia margaretae Forster & Wilton, 1973
- Neoramia matua Forster & Wilton, 1973
- Neoramia minuta Forster & Wilton, 1973
- Neoramia nana Forster & Wilton, 1973
- Neoramia oroua Forster & Wilton, 1973
- Neoramia otagoa Forster & Wilton, 1973
- Neoramia raua Forster & Wilton, 1973
- Neoramia setosa (Bryant, 1935)